# Kameleontorpedobaars
De kameleontorpedobaars (Hoplolatilus chlupatyi) is een straalvinnige vissensoort uit de familie van tegelvissen (Malacanthidae). De wetenschappelijke naam van de soort is voor het eerst geldig gepubliceerd in 1978 door Klausewitz, McCosker, Randall & Zetzsche.